# Hakka taïwanais
Le hakka taïwanais est un groupe de dialectes hakka (une langue incluse dans le groupe des langues chinoises Han, au sein de la famille des langues sino-tibétaines) parlés à Taïwan et principalement utilisés par les personnes d'ascendance hakka. Le hakka taïwanais est divisé en cinq dialectes principaux: le Sixian (四縣腔), le Hailu (海陸腔), le Dabu (大埔腔), le Raoping (饒平腔) et le Zhao'an (詔安腔). Le Sixian et le Hailu sont les dialectes les plus courants à Taïwan. Le premier, possédant 6 tons et originaire de Meizhou dans la province du Guangdong, en Chine continentale, est principalement parlé autour de Miaoli, Pingtung et de Kaohsiung, tandis que le second, possédant 7 tons, est originaire de Haifeng et de Lufeng dans la même province du Guangdong, et se concentre, à Taïwan, autour de Hsinchu.

## Attractions touristiques liées à la culture hakka à Taïwan
- Parc culturel hakka de Dongshih
- Maison ronde hakka
- Musée culturel hakka de Kaohsiung
- Parc culturel hakka de Liudui
- Musée de la culture hakka de Meinong
- Parc Miaoli
- Nouveau musée hakka du Nouveau Taipei
- Musée culturel hakka de Pingtung
- Hall de la culture hakka de Taipei
- Hall de la culture hakka de Taoyuan
- Musée culturel hakka de Tuniu

## Remarques
Le hakka est une langue nationale de Taïwan. Il a un statut important à Taïwan dans la mesure où il est l'une des langues utilisées pour les annonces dans les transports publics ainsi que pour les tests de naturalisation. 